# Томич Тарас Дмитрович
Тарас Дмитрович Томич (20 липня 1959, Артасів, Львівська область) — колишній радянський футболіст, що виступав на позиції півзахисника та нападника.
Володар Кубка РРФСР 1980 року серед команд другої ліги в складі «Торпедо» (Тольятті).

## Кар'єра
Вихованець ДЮСШ СКА (Львів).
У першій половині 1980 року — в складі «Хіміка» (Дзержинськ). У другій половині сезону перейшов до «Торпедо» (Тольятті). За підсумками чемпіонату «Торпедо» посіло перше місце в 2-й зоні другої ліги СРСР 1980 року, але не зуміло виграти перехідний турнір за вихід до першої ліги. Наступного року Томич виборов місце в основному складі «Торпедо», став другим найкращим бомбардиром команди (9 голів у 30 матчах чемпіонату).
1982 року виступав у лізі рангом вище — першій лізі за СКА «Карпати» (Львів).
Наступного року гравець перестав потрапляти до основного складу СКА, перед початком другого кола перейшов до вінницької «Ниви», що грала в другій лізі. Хоча колектив посів високе (третє) місце в чемпіонаті, вінницька преса деколи критикувала головного тренера за те, що такого технічного півзахисника як Тарас Томич випускають лише на заміну. По завершенні 1983 року перейшов до «Поділля» (Хмельницький).
У складі «Нафтовик» (Охтирка) — переможець першости УРСР серед колективів фізичної культури 1985 року та найкращий бомбардир фінального турніру першости.

## Досягнення
- Кубок РРФСР[ru]
  - Володар: 1980[ru]
- Чемпіон УРСР серед КФК:
  - Переможець: 1985
- Чемпіонат Львівської області:
  - Переможець: 1987
- Кубок Львівської області:
  - Володар: 1987